# Regierung Vervoort I
Die Regierung Vervoort I war die neunte Regierung der Region Brüssel-Hauptstadt. Sie amtierte vom 7. Mai 2013 bis zum 19. Juli 2014.
Seit der Wahl 2009 regierte eine Sechsparteienkoalition, bestehend aus den französischsprachigen Parteien Parti Socialiste (PS), des grünen Ecolo und des Centre Démocrate Humaniste (cdH), sowie den flämischsprachigen Parteien Vlaamse Liberalen en Democraten (Open VLD), Christen-Democratisch en Vlaams (CD&V) und den grünen Groen!.
Nach dem Rücktritt von Ministerpräsident Charles Picqué (PS) am 7. Mai 2013 wurde Rudi Vervoort (PS) neuer Ministerpräsident.
Nach der Wahl 2014 verließen die beiden grünen Parteien die Regierung und wurden durch die Fédéralistes démocrates francophones (FDF) sowie die flämischen Sozialisten Socialistische Partij Anders (sp.a) ersetzt.

## Regierung
Die Regierung setzt sich aus fünf Ministern, einem sprachlich neutralen Ministerpräsidenten und je zwei französisch- bzw. flämischsprachigen Ministern zusammen. Dazu kommen drei Staatssekretäre, die im Gegensatz zu den Ministern Mitglieder des Parlaments sein müssen. Mindestens ein Staatssekretär muss der kleineren Sprachgruppe (der flämischen) angehören.
| Amt | Name                 | Partei   | Beginn der Amtszeit | Ende der Amtszeit |
| --- | -------------------- | -------- | ------------------- | ----------------- |
| Ministerpräsident zuständig für lokale Behörden, Raumordnung, Baudenkmäler und Kulturstätten, öffentliche Sauberkeit und Entwicklungszusammenarbeit | Rudi Vervoort        | PS       | 7. Mai 2013         | 19. Juli 2014     |
| Minister für Finanzen, Haushalt, Öffentlicher Dienst und Außenbeziehung                                                                             | Guy Vanhengel        | Open VLD | 7. Mai 2013         | 19. Juli 2014     |
| Ministerin für Umwelt, Energie, Wasser, Stadterneuerung, Brandbekämpfung, Notfallmedizin und Wohnungsbau                                            | Évelyne Huytebroeck  | Ecolo    | 7. Mai 2013         | 19. Juli 2014     |
| Ministerin für öffentliche Arbeiten und Verkehr | Brigitte Grouwels    | CD&V     | 7. Mai 2013         | 19. Juli 2014     |
| Ministerin für Beschäftigung, Wirtschaft und wissenschaftliche Forschung                                                                            | Céline Fremault      | cdH      | 7. Mai 2013         | 19. Juli 2014     |
| Staatssekretär für Städtebau, Abfallentsorgung und -verarbeitung                                                                                    | Rachid Madrane       | PS       | 7. Mai 2013         | 19. Juli 2014     |
| Staatssekretär für Verkehr, Chancengleichheit und den Öffentlichen Dienst                                                                           | Bruno De Lille       | Groen!   | 7. Mai 2013         | 19. Juli 2014     |
| Staatssekretär für Wohnungsbau, Brandbekämpfung und Notfallmedizin                                                                                  | Christos Doulkeridis | Ecolo    | 7. Mai 2013         | 19. Juli 2014     |

## Kollegium der französischen Gemeinschaftskommission
Dem Kollegium der französischen Gemeinschaftskommission gehören die französischsprachigen Mitglieder der Regierung an.
| Zuständigkeit | Name                 | Partei | Beginn der Amtszeit | Ende der Amtszeit |
| --- | -------------------- | ------ | ------------------- | ----------------- |
| Vorsitzender, zuständig für Haushalt, Bildung, Tourismus und internationale Beziehungen                                   | Christos Doulkeridis | Ecolo  | 7. Mai 2013         | 19. Juli 2014     |
| zuständig für den sozialen Zusammenhalt                                                                                   | Rudi Vervoort        | PS     | 7. Mai 2013         | 19. Juli 2014     |
| zuständig für den Öffentlichen Dienst, Gesundheit und Berufsbildung der Mittelklasse                                      | Céline Fremault      | cdH    | 7. Mai 2013         | 19. Juli 2014     |
| zuständig für Unterstützung von Behinderten                                                                               | Évelyne Huytebroeck  | Ecolo  | 7. Mai 2013         | 19. Juli 2014     |
| zuständig für berufliche Weiterbildung, Kultur, Schülertransport, Soziales, Familie, Sport und internationale Beziehungen | Rachid Madrane       | PS     | 7. Mai 2013         | 19. Juli 2014     |

## Kollegium der flämischen Gemeinschaftskommission
Dem Kollegium der flämischen Gemeinschaftskommission gehören die flämischensprachigen Mitglieder der Regierung an.
| Funktion                                                                   | Name              | Partei   | Beginn der Amtszeit | Ende der Amtszeit |
| -------------------------------------------------------------------------- | ----------------- | -------- | ------------------- | ----------------- |
| Vorsitzender, zuständig für Bildung, berufliche Weiterbildung und Haushalt | Guy Vanhengel     | Open VLD | 7. Mai 2013         | 19. Juli 2014     |
| zuständig für Wohlergehen, Gesundheit, Familie, Medien und Kulturerbe      | Brigitte Grouwels | CD&V     | 7. Mai 2013         | 19. Juli 2014     |
| zuständig für Kultur, Jugend, Sport und den Öffentlichen Dienst            | Bruno De Lille    | Groen!   | 7. Mai 2013         | 19. Juli 2014     |

## Kollegium der gemeinsamen Gemeinschaftskommission
Dem Kollegium der gemeinsamen Gemeinschaftskommission gehören der Ministerpräsident und die vier Minister an.
| Zuständigkeit                                                        | Name                | Partei   | Beginn der Amtszeit | Ende der Amtszeit |
| -------------------------------------------------------------------- | ------------------- | -------- | ------------------- | ----------------- |
| Vorsitzender                                                         | Rudi Vervoort       | PS       | 7. Mai 2013         | 19. Juli 2014     |
| zuständig für Gesundheit, Finanzen, Haushalt und Außenbeziehungen    | Guy Vanhengel       | Open VLD | 7. Mai 2013         | 19. Juli 2014     |
| zuständig für Gesundheit und den Öffentlichen Dienst                 | Céline Fremault     | cdH      | 7. Mai 2013         | 19. Juli 2014     |
| zuständig für Personenhilfe und den Öffentlichen Dienst              | Brigitte Grouwels   | CD&V     | 7. Mai 2013         | 19. Juli 2014     |
| zuständig für Personenhilfe, Finanzen, Haushalt und Außenbeziehungen | Évelyne Huytebroeck | Ecolo    | 7. Mai 2013         | 19. Juli 2014     |